# Bracia Kip
Les Fréres Kip (fr. Bracia Kip 1902) − dwutomowa powieść kryminalna Juliusza Verne’a z cyklu Niezwykłe podróże złożona z 14 (tom 1) oraz 16 (tom 2) rozdziałów.
Po raz pierwszy wydana w języku polskim w 2011 w przekładze Andrzeja Zydorczaka przez Polskie Towarzystwo Juliusza Verne’a jako 26. tom Biblioteki Andrzeja.

## Zarys fabuły
Statek handlowy „James Cook” z Nowej Zelandii ma braki w załodze. Bosman Flig Balt i marynarz Vin Mod wspólnie opracowują plan przejęcia statku i przyjmują kilku podejrzanych marynarzy. Najpierw statek płynie do Wellington po armatora Hawkinsa i syna kapitana Nata Gibsona. Potem statek płynie po ładunek. Po drodze ratuje dwóch rozbitków z holenderskigo statku braci Kid, Karla i Pietera. Na wyspie Kerawara Balt i Mod mordują kapitana Gibsona, dzięki czemu dowództwo przejmuje bosman Balt. Jednak podczas sztormu Balt wykazuje brak doświadczenia i dowództwo przejmuje Karl Kip. Bunt zostaje udaremniony.  
Przed procesem Vin Mod podrzucił braciom do bagażu pieniądze i dokumenty skradzione kapitanowi Gibsonowi. Na procesie Flig Balt oskarza braci Kip o zbrodnię. Bracia Kip są skazani. 
Nat, syn zmarłego kapitana Gibsona, jest zapalonym fotografem. Zdjęcia zmarłego kapitana zostały powiększone. Nat Gibson przygląda się zdjęciu przez szkło powiększające, Odkrywa, że na siatkówce oczu zmarłego kapitana widoczny jest obraz morderców Fliga Balta i Vin Mod. To dowodzi niewinności braci Kip, którzy zostają uniewinnieni.